# Invasor
Invasor és una pel·lícula espanyola de thriller, dirigit per Daniel Calparsoro estrenat el 30 de novembre de 2012, basat en la novel·la homònima de Fernando Marías. Suposa el seu retorn a la direcció del cinema després de set anys. El rodatge va durar nou setmanes i es va fer a Fuerteventura, Lanzarote i A Coruña. Té un pressupost de 5 milions d'euros i ha estat produïda per Morena Films, Vaca Films i Mandarin, amb participació de Televisió de Galícia, Canal+ (Espanya), TVE, ONO i la Xunta de Galicia. Es caracteritza per tractar la situació dels soldats espanyols retornats de la guerra de l'Iraq, traumatitzats per la diferència entre la realitat oficial i la realitat que hi van viure.

## Argument
Pablo (Alberto Ammann), metge militar espanyol sofreix un acte terrorista durant la guerra de l'Iraq. Al costat del seu company Diego (Antonio de la Torre) aconsegueix salvar-se i fugen a la recerca d'un refugi. Aconsegueixen arribar a un poblat i temen ser atacats pel que es "refugien" en una casa deshabitada, però es veuen embolicats en un conflicte. Més tard un batalló de militars espanyols "segresten" un grup d'iraquians i els executen en venjança de l'atemptat. Diego grava com pot aquestes imatges.
Una vegada salvats els dos militars són traslladats a Galícia per a la seva posterior rehabilitació. El Ministeri de Defensa els obliga a signar una carta de discreció i confidencialitat a canvi d'una suma de diners (teòricament) pels danys morals causats per l'atemptat. Pablo es nega a signar i aconsegueix robar-li les imatges a Diego que les difondrà a un periòdic de la zona. Posteriorment el Ministeri i el Govern dels Estats Units desmenteixen la veracitat de les imatges i "confirmen" que les persones executades eren terroristes i no simples civils. Pablo és empresonat per rebel·lia i difamació.

## Repartiment
- Alberto Ammann (Pablo)
- Antonio de la Torre Martín (Diego)
- Inma Cuesta (Ángela)
- Karra Elejalde (Baza)
- Luis Zahera (Arturo)
- Bernabé Fernández (soldat pèl-roig)

## Nominacions
XXVII Premis Goya
| Categoria                   | Persona                                            | Resultat |
| --------------------------- | -------------------------------------------------- | -------- |
| Millor actor de repartiment | Antonio de la Torre Martín                         | Nominat  |
| Millor guió adaptat         | Javier Gullón, Jorge Arenillas                     | Nominat  |
| Millor muntatge             | Antonio Frutos, David Pinillos                     | Nominat  |
| Millors efectes especials   | Isidro Jiménez Reyes Abades                        | Nominats |
| Millor disseny de so        | Sergio Bürmann, Nicolás de Poulpiquet, James Muñoz | Nominat  |

Medalles del Cercle d'Escriptors Cinematogràfics
| Categoria              | Persona                        | Resultat |
| ---------------------- | ------------------------------ | -------- |
| Millor actor secundari | Antonio de la Torre Martín     | Nominat  |
| Millor guió adaptat    | Javier Gullón, Jorge Arenillas | Nominat  |
| Millor muntatge        | Antonio Frutos, David Pinillos | Nominat  |

Premis Mestre Mateo
| Any        | Categoria                        | Receptor                                            | Resultat  |
| ---------- | -------------------------------- | --------------------------------------------------- | --------- |
| 11a edició | Millor pel·lícula                | Daniel Calparsoro                                   | Nominada  |
| 11a edició | Millor director                  | Daniel Calparsoro                                   | Nominat   |
| 11a edició | Millor actor secundari           | Antonio de la Torre                                 | Nominat   |
| 11a edició | Millor actriu secundària         | Inma Cuesta                                         | Nominada  |
| 11a edició | Millor guió                      | Javier Gullón i Jorge Arenillas                     | Nominats  |
| 11a edició | Millor direcció de producció     | Jordi Berenguer                                     | Nominat   |
| 11a edició | Millor direcció artística        | Juan Pedro Gaspar                                   | Nominat   |
| 11a edició | Millor muntatge                  | Antonio Frutos i David Pinillos                     | Gañadores |
| 11a edició | Millor so                        | Sergio Bürmann, James Muñoz i Nicolás de Poulpiquet | Nominats  |
| 11a edició | Millor maquillatge i perruqueria | Raquel Fidalgo i Paco Rodríguez                     | Nominats  |